# Solignac-sous-Roche
Solignac-sous-Roche är en kommun i departementet Haute-Loire i regionen Auvergne-Rhône-Alpes i centrala Frankrike. Kommunen ligger i kantonen Retournac som tillhör arrondissementet Yssingeaux. År 2022 hade Solignac-sous-Roche 261 invånare.

## Befolkningsutveckling
Antalet invånare i kommunen Solignac-sous-Roche
| Referens: INSEE |